# Ferrières-en-Bray
Ferrières-en-Bray – miejscowość i gmina we Francji, w regionie Normandia, w departamencie Sekwana Nadmorska.
Według danych na rok 1990 gminę zamieszkiwały 1644 osoby, a gęstość zaludnienia wynosiła 104 osoby/km² (wśród 1421 gmin Górnej Normandii Ferrières-en-Bray plasuje się na 136. miejscu pod względem liczby ludności, natomiast pod względem powierzchni na miejscu 118.).